# Plantage (Schiedam)

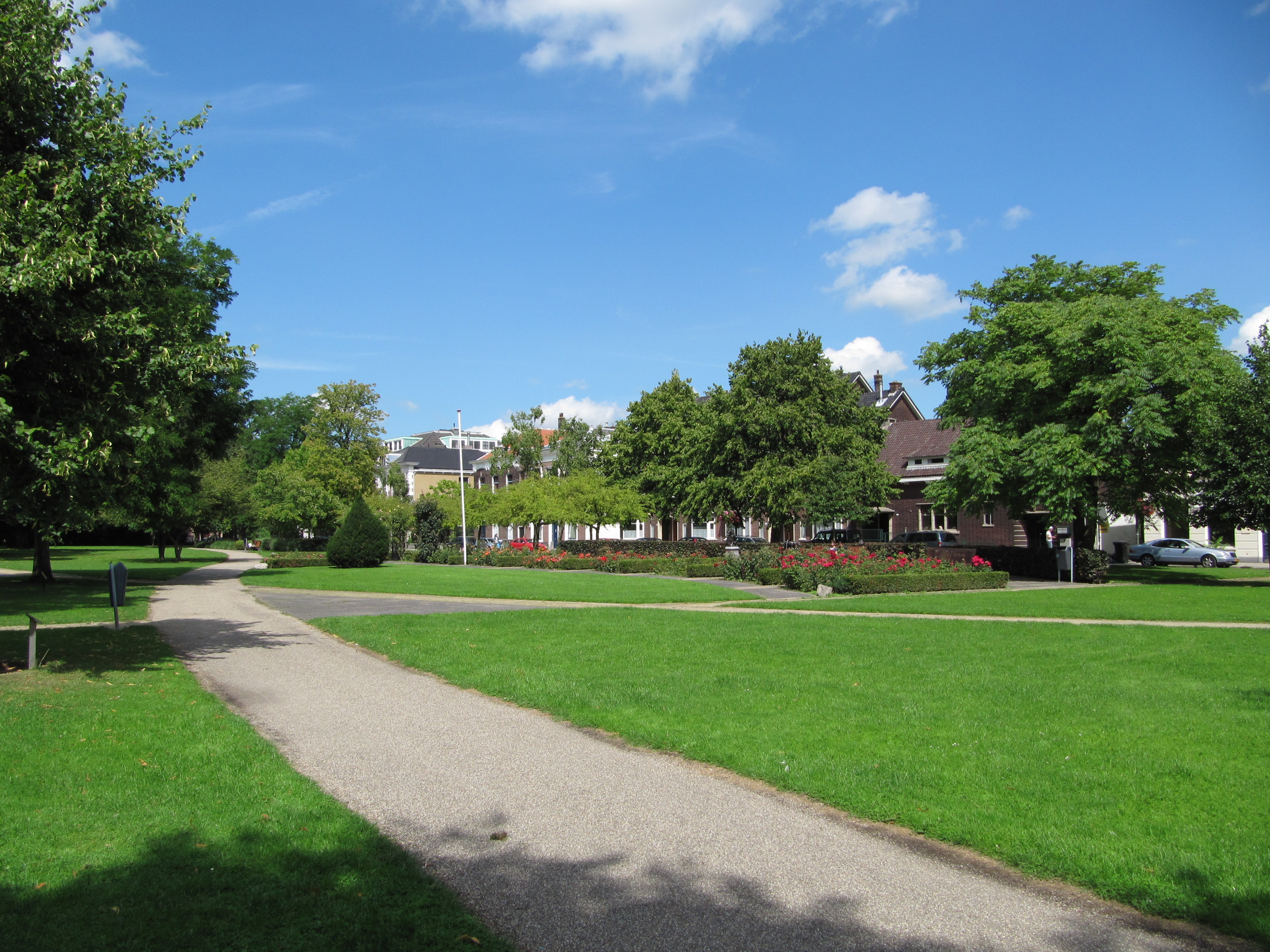
Het park

De Plantage, een park in de Zuid-Hollandse plaats Schiedam, is gelegen tussen de Lange Nieuwstraat en de Tuinlaan. Het is aangelegd in 1767 door stadsarchitect Arij van Bol'es. Het gebied was destijds de groene zone aan de rand van Schiedam. In 1826 werd de Plantage opnieuw ingericht onder leiding van tuinarchitect Jan David Zocher.
Omstreeks 1954 werd de Plantage heringericht door Jan Bijhouwer, die veel negentiende-eeuwse elementen verwijderde en desgevraagd een speelplek en een muziekpodium toevoegde. Bijhouwer werkte hierbij samen met het hoofd van de plantsoenendienst Schiedam, Jan Jacob Schipper.
Van augustus 2011 tot april 2012 is het noordwestelijk deel van de Plantage opgeknapt. Door verwijderen van een doorsnijdende verbindingsweg is het bevrijdingsmonument van Jan van Luijn weer onderdeel van het park. Ook zijn een deel van de parkeerplaatsen en het uit de jaren 1950 daterende muziekpodium uit de Plantage verwijderd.
Het park telt een groot aantal kunstuitingen.